# Bernadette Cozart
Bernadette Cozart (17 mei 1949 - 27 juli 2009) was een professionele tuinier voor het Department of Parks and Recreation van New York en een ecofeministe die de Greening of Harlem Coalition heeft opgericht in 1989 om mensen te helpen verantwoordelijkheid te nemen voor hun buurten, lege plekken in Harlem te veranderen in bloementuinen en bestaande groenen plekken te herstellen.